# Worthington (Ohio)
Worthington es una ciudad ubicada en el condado de Franklin en el estado estadounidense de Ohio. En el Censo de 2010 tenía una población de 13575 habitantes y una densidad poblacional de 932,46 personas por km².

## Geografía
Worthington se encuentra ubicada en las coordenadas 40°5′49″N 83°1′13″O / 40.09694, -83.02028. Según la Oficina del Censo de los Estados Unidos, Worthington tiene una superficie total de 14.56 km², de la cual 14.36 km² corresponden a tierra firme y (1.35%) 0.2 km² es agua.

## Demografía
Según el censo de 2010, había 13575 personas residiendo en Worthington. La densidad de población era de 932,46 hab./km². De los 13575 habitantes, Worthington estaba compuesto por el 92.98% blancos, el 2.21% eran afroamericanos, el 0.04% eran amerindios, el 2.26% eran asiáticos, el 0.03% eran isleños del Pacífico, el 0.48% eran de otras razas y el 2% pertenecían a dos o más razas. Del total de la población el 1.7% eran hispanos o latinos de cualquier raza.